# NGC 194
NGC 194 (ook wel PGC 2362, UGC 407, MCG 0-2-105 of ZWG 383.54) is een elliptisch sterrenstelsel in het sterrenbeeld Vissen.
NGC 194 werd op 25 december 1790 ontdekt door de Duits-Britse astronoom William Herschel.